# جسم عظم الظنبوب
جسم عظم الظنبوب (بالإنجليزية: Body of tibia)‏ له ثلاث حواف وثلاثة أسطح.

## الحواف
- الحافة (أو العرف) الأمامي للظنبوب (بالإنجليزية:  anterior crest or border)‏.
- الحافة الإنسية للظنبوب (بالإنجليزية: medial border)‏.
- الحافة الظنبوبية بين العظام (بالإنجليزية:  interosseous crest)‏ أو الحافة الوحشية للظنبوب (بالإنجليزية: lateral border)‏.

## الأسطح
- السطح الإنسي (بالإنجليزية: medial surface)‏.
- السطح الوحشي (بالإنجليزية:  lateral surface)‏.
- السطح الخلفي (بالإنجليزية:  posterior surface)‏.

## صور إضافية

عظم الظنبوب موضّح باللون الأحمر.

## وصلات خارجية
- كسور جسم عظم الظنبوب Tibia (Shinbone) Shaft Fractures ، OrthoInfo ، American Academy of Orthopaedic Surgeons ، الأكاديمية الأمريكية لجراحي العظام.